# Сент-Енн (округа)
Сент-Енн (англ. Saint Ann Parish, ям. креол Sint An Parish) — округа (парафія), розташована в північній частині острова Ямайка. Входить до складу неофіційного графства Мідлсекс. На сході межує з округою Сент-Мері, на півдні — з округами Кларендон і Сент-Кетерин, на заході — з округою Трелоні. Сент-Енн — найбільша за площею округа Ямайки.
Столиця — містечко Сент-Еннс-Бей.

## Промисловість
Боксити і туризм відіграють важливу роль у господарському житті округи.
Важливим туристичним курортом округи є містечко Очо-Ріос. Його гавань забезпечує гарний прихисток для суден і має чудові глибоководні причали для круїзних суден та експорту бокситів.
Дискавері-Бей (попередня назва — Драй-Харбор) — місце, де Христофор Колумб висадився, вперше діставшись Ямайки. Він має чудовий природний порт. Саме тут компанією «Kaiser» для доставки бокситів був побудований порт Роудс.
Сільськогосподарська продукція округи — переважно банани, пінето, цукор, кокос і кава. Ґрунти придатні для вирощування цитрусових, а в сухих районах культивується агава.

## Пам'ятки
Менш, ніж за милю західніше від Сент-Еннс-Бей розташована перша столиця острова — Севілья-ла-Нуева, заснована першим іспанським губернатором Ямайки Хуаном де Есківелем у 1509 році. Біля неї зведено храм на честь Христофора Колумба.
На території округи знаходяться всесвітньо відомі водоспади на річці Данс-Ривер.

## Персоналії
- Гарві Маркус — один з семи Національних Героїв Ямайки (1969).